# Danh sách cầu thủ tham dự giải vô địch bóng đá trẻ thế giới 1993
Dưới đây là Danh sách cầu thủ tham dự giải vô địch bóng đá trẻ thế giới 1993. Giải vô địch bóng đá U-20 thế giới, cho đến năm 2005 có tên là Giải vô địch bóng đá trẻ thế giới, là giải thi đấu bóng đá quốc tế cho các cầu thủ nam dưới 20 tuổi và được tổ chức bởi FIFA. Giải vô địch được tổ chức 2 năm một lần kể từ lần đầu tiên năm 1977 tại Tunisia.

## Bảng A

### Úc
Huấn luyện viên:  Les Scheinflug
| Số | Vt | Cầu thủ          | Ngày sinh (tuổi)            | Số trận | Câu lạc bộ                    |
| -- | -- | ---------------- | --------------------------- | ------- | ----------------------------- |
| 1  | TM | Frank Juric      | 28 tháng 10, 1973 (19 tuổi) |         | Melbourne Croatia             |
| 2  | HV | Craig Moore      | 12 tháng 12, 1975 (17 tuổi) |         | Australian Institute of Sport |
| 3  | HV | Aaron Holst      | 6 tháng 3, 1974 (18 tuổi)   |         | Marconi Stallions             |
| 4  | HV | Ante Juric       | 11 tháng 11, 1973 (19 tuổi) |         | Canberra Metros               |
| 5  | HV | Marc Wingell     | 3 tháng 10, 1973 (19 tuổi)  |         | Perth Italia                  |
| 6  | HV | Kevin Muscat     | 7 tháng 8, 1973 (19 tuổi)   |         | South Melbourne               |
| 7  | TV | Sean Cranney     | 2 tháng 10, 1973 (19 tuổi)  |         | Brisbane United               |
| 8  | TV | Anthony Carbone  | 13 tháng 10, 1974 (18 tuổi) |         | Perth Italia                  |
| 9  | TĐ | Paul Agostino    | 9 tháng 6, 1975 (17 tuổi)   |         | Young Boys                    |
| 10 | TĐ | Ante Milicic     | 4 tháng 4, 1974 (18 tuổi)   |         | Sydney Croatia                |
| 11 | TV | Peter Tsekenis   | 4 tháng 8, 1973 (19 tuổi)   |         | Sydney Olympic                |
| 12 | TĐ | Jimmy Tsekinis   | 8 tháng 5, 1975 (17 tuổi)   |         | West Adelaide                 |
| 13 | TV | Ante Morić       | 19 tháng 4, 1974 (18 tuổi)  |         | Sydney Croatia                |
| 14 | TĐ | Fabio Marcolino  | 23 tháng 8, 1974 (18 tuổi)  |         | Marconi Stallions             |
| 15 | TV | Vasko Trpevski   | 7 tháng 3, 1975 (17 tuổi)   |         | Preston Makedonia             |
| 16 | TV | Darren Iocca     | 29 tháng 8, 1974 (18 tuổi)  |         | Marconi Stallions             |
| 17 | TĐ | Nicholas Radecki | 27 tháng 12, 1973 (19 tuổi) |         | Sunshine George Cross         |
| 18 | TM | Vincent Matassa  | 21 tháng 9, 1973 (19 tuổi)  |         | Perth Italia                  |

### Cameroon
Huấn luyện viên:  Jean Manga-Onguene
| Số | Vt | Cầu thủ              | Ngày sinh (tuổi)            | Số trận | Câu lạc bộ         |
| -- | -- | -------------------- | --------------------------- | ------- | ------------------ |
| 1  | TM | André-Joël Eboué     | 25 tháng 6, 1974 (18 tuổi)  |         | Olympic Mvolyé     |
| 2  | TV | Appolinaire Edjente  | 31 tháng 5, 1976 (16 tuổi)  |         | MINEDUC Yaoundé    |
| 3  | HV | Jeffrey Njuakam      | 17 tháng 12, 1973 (19 tuổi) |         | Union Douala       |
| 4  | HV | Jean-Claude Mbvoumin | 5 tháng 12, 1973 (19 tuổi)  |         | Canon Yaoundé      |
| 5  | TV | Bernard Tchoutang    | 2 tháng 9, 1976 (16 tuổi)   |         | Fovu Baham         |
| 6  | TĐ | Pius Ndiefi          | 5 tháng 7, 1975 (17 tuổi)   |         | Lens               |
| 7  | TV | Bleriot Tobit        | 27 tháng 11, 1975 (17 tuổi) |         | Union Douala       |
| 8  | TV | Serge Mimpo          | 6 tháng 2, 1974 (19 tuổi)   |         | Canon Yaoundé      |
| 9  | TĐ | Patrick Suffo        | 17 tháng 1, 1978 (15 tuổi)  |         | Tonnerre Yaoundé   |
| 10 | TV | Cyrille Ndongo       | 16 tháng 2, 1974 (19 tuổi)  |         | Tonnerre Yaoundé   |
| 11 | HV | Frédéric Ndiba       | 4 tháng 1, 1975 (18 tuổi)   |         | Victoria United    |
| 12 | HV | Simon Moukoko        | 27 tháng 11, 1976 (16 tuổi) |         | Léopards Douala    |
| 13 | TĐ | David Embé           | 13 tháng 11, 1973 (19 tuổi) |         | Racing Bafoussam   |
| 14 | HV | Rigobert Song        | 1 tháng 7, 1976 (16 tuổi)   |         | Tonnerre Yaoundé   |
| 15 | TV | Marc-Vivien Foé      | 1 tháng 5, 1975 (17 tuổi)   |         | Fogape             |
| 16 | TM | Patrice Andomo       | 22 tháng 1, 1974 (19 tuổi)  |         | Colombe Sangmélima |
| 17 | HV | Joseph Lewono        | 1 tháng 9, 1976 (16 tuổi)   |         | Fovu Baham         |
| 18 | TĐ | Barnabe Anya         | 15 tháng 8, 1976 (16 tuổi)  |         | Panthère           |

### Colombia
Huấn luyện viên:  Reinaldo Rueda
| Số | Vt | Cầu thủ              | Ngày sinh (tuổi)            | Số trận | Câu lạc bộ             |
| -- | -- | -------------------- | --------------------------- | ------- | ---------------------- |
| 1  | TM | Daniel Vélez         | 8 tháng 10, 1974 (18 tuổi)  |         | Envigado               |
| 2  | HV | Juan Carlos Quintero | 19 tháng 12, 1973 (19 tuổi) |         | Atlético Nacional      |
| 3  | TV | John Tierradentro    | 15 tháng 8, 1973 (19 tuổi)  |         | Boca Juniors           |
| 4  | TV | James Angulo         | 20 tháng 1, 1974 (19 tuổi)  |         | América de Cali        |
| 5  | HV | Arley Dinas          | 16 tháng 5, 1974 (18 tuổi)  |         | América de Cali        |
| 6  | TV | Carlos Montoya       | 28 tháng 10, 1973 (19 tuổi) |         | América de Cali        |
| 7  | TĐ | Henry Zambrano       | 7 tháng 8, 1973 (19 tuổi)   |         | Independiente Medellín |
| 8  | TV | Nixon Perea          | 15 tháng 8, 1973 (19 tuổi)  |         | Atlético Nacional      |
| 9  | TV | Nelson Florez        | 1 tháng 3, 1974 (19 tuổi)   |         | Independiente Santa Fe |
| 10 | TĐ | Arley Betancourth    | 4 tháng 3, 1975 (18 tuổi)   |         | Deportivo Cali         |
| 11 | TĐ | Leonardo Moreno      | 2 tháng 11, 1973 (19 tuổi)  |         | América de Cali        |
| 12 | TV | Jersson González     | 16 tháng 2, 1975 (18 tuổi)  |         | Boca Juniors           |
| 13 | HV | Diego Álvarez        | 31 tháng 10, 1974 (18 tuổi) |         | América de Cali        |
| 14 | TĐ | Víctor Mafla         | 7 tháng 1, 1974 (19 tuổi)   |         | América de Cali        |
| 15 | HV | Wilmer Ortegón       | 2 tháng 3, 1974 (19 tuổi)   |         | América de Cali        |
| 16 | TV | Óscar Restrepo       | 2 tháng 1, 1974 (19 tuổi)   |         | Arcos Saragoza         |
| 17 | TV | Edinson Chávez       | 4 tháng 2, 1974 (19 tuổi)   |         | Deportivo Cali         |
| 18 | TM | Calixto Chiquillo    | 23 tháng 11, 1973 (19 tuổi) |         | Atlético Junior        |

### Nga
Huấn luyện viên:  Aleksandr Piskaryov
| Số | Vt | Cầu thủ               | Ngày sinh (tuổi)            | Số trận | Câu lạc bộ                |
| -- | -- | --------------------- | --------------------------- | ------- | ------------------------- |
| 1  | TM | Sergei Aleksandrov    | 7 tháng 12, 1973 (19 tuổi)  |         | Nyva Ternopil             |
| 2  | HV | Dmitri Ananko         | 29 tháng 9, 1973 (19 tuổi)  |         | Spartak Moscow            |
| 3  | HV | Murad Magomedov       | 21 tháng 9, 1973 (19 tuổi)  |         | Zhemchuzhnia Sochi        |
| 4  | HV | Maksim Bokov          | 29 tháng 8, 1973 (19 tuổi)  |         | Zenit St Petersburg       |
| 5  | HV | Albert Oskolkov       | 9 tháng 8, 1973 (19 tuổi)   |         | Lokomotiv Nizhny Novgorod |
| 6  | TV | Aleksandr Karatayev   | 22 tháng 11, 1973 (19 tuổi) |         | Lokomotiv Moscow          |
| 7  | TĐ | Alexei Savchenko      | 14 tháng 5, 1975 (17 tuổi)  |         | Dynamo Moscow             |
| 8  | TV | Igor Zazulin          | 13 tháng 4, 1974 (18 tuổi)  |         | Zenit St Petersburg       |
| 9  | TV | Denis Klyuyev         | 7 tháng 9, 1973 (19 tuổi)   |         | Asmaral Moscow            |
| 10 | TĐ | Vladimir Beschastnykh | 1 tháng 4, 1974 (18 tuổi)   |         | Spartak Moscow            |
| 11 | TĐ | Yuri Petrov           | 18 tháng 7, 1974 (18 tuổi)  |         | Lokomotiv Moscow          |
| 12 | TM | Aleksandr Filimonov   | 15 tháng 10, 1973 (19 tuổi) |         | Fakel Voronezh            |
| 13 | HV | Mikhail Murashov      | 27 tháng 10, 1973 (19 tuổi) |         | Torpedo Moscow            |
| 14 | TV | Nikolai Golubkin      | 6 tháng 9, 1974 (18 tuổi)   |         | Rostselmash Rostov        |
| 15 | TV | Yevgeni Kharlachyov   | 20 tháng 1, 1974 (19 tuổi)  |         | Krylia Sovetov            |
| 16 | TV | Aleksandr Zernov      | 21 tháng 7, 1974 (18 tuổi)  |         | Tekstilshchik Ivanovo     |
| 17 | HV | Vasili Potekhin       | 17 tháng 9, 1974 (18 tuổi)  |         | Shinnik Yaroslavl         |
| 18 | TĐ | Sergei Chudin         | 24 tháng 11, 1973 (19 tuổi) |         | Spartak Moscow            |

- Beschastnykh was selected but Spartak Moscow did not release him.

## Bảng B

### Đức
Huấn luyện viên:  Rainer Bonhof
| Số | Vt | Cầu thủ                 | Ngày sinh (tuổi)            | Số trận | Câu lạc bộ               |
| -- | -- | ----------------------- | --------------------------- | ------- | ------------------------ |
| 1  | TM | Dimo Wache              | 1 tháng 11, 1973 (19 tuổi)  |         | Borussia Mönchengladbach |
| 2  | HV | Werner Protzel          | 5 tháng 10, 1973 (19 tuổi)  |         | Bayern Munich            |
| 3  | HV | Frank Meissner          | 14 tháng 9, 1973 (19 tuổi)  |         | Werder Bremen            |
| 4  | HV | Mirko Stark             | 28 tháng 9, 1973 (19 tuổi)  |         | 1. FC Köln               |
| 5  | HV | Markus Schwiderowski    | 12 tháng 12, 1973 (19 tuổi) |         | Schalke 04               |
| 6  | HV | Max Eberl               | 21 tháng 9, 1973 (19 tuổi)  |         | Bayern Munich            |
| 7  | TV | Carsten Ramelow         | 20 tháng 3, 1974 (18 tuổi)  |         | Hertha BSC               |
| 8  | TV | Guido Jörres            | 7 tháng 3, 1974 (18 tuổi)   |         | 1. FC Köln               |
| 9  | TĐ | Carsten Jancker         | 28 tháng 8, 1974 (18 tuổi)  |         | 1. FC Köln               |
| 10 | TV | Dietmar Hamann          | 27 tháng 8, 1973 (19 tuổi)  |         | Bayern Munich            |
| 11 | TĐ | André Breitenreiter     | 2 tháng 10, 1974 (18 tuổi)  |         | Hannover 96              |
| 12 | TM | Dietmar Hummel          | 20 tháng 10, 1973 (19 tuổi) |         | SC Freiburg              |
| 13 | HV | Torsten Lieberknecht    | 1 tháng 8, 1973 (19 tuổi)   |         | 1. FC Kaiserslautern     |
| 14 | TĐ | Thomas Reis             | 4 tháng 10, 1973 (19 tuổi)  |         | Eintracht Frankfurt      |
| 15 | TV | Manfred Burghartswieser | 23 tháng 8, 1973 (19 tuổi)  |         | Bayern Munich            |
| 16 | TV | Sascha Lenhart          | 16 tháng 12, 1973 (19 tuổi) |         | 1. FC Köln               |
| 17 | TĐ | Frank Schmidt           | 3 tháng 1, 1974 (19 tuổi)   |         | 1. FC Nürnberg           |
| 18 | TV | Andreas Bluhm           | 21 tháng 12, 1973 (19 tuổi) |         | Borussia Mönchengladbach |

### Ghana
Huấn luyện viên:  Fred Osam
| Số | Vt | Cầu thủ           | Ngày sinh (tuổi)            | Số trận | Câu lạc bộ         |
| -- | -- | ----------------- | --------------------------- | ------- | ------------------ |
| 1  | TM | Ben Owu           | 14 tháng 10, 1974 (18 tuổi) |         | Great Olympics     |
| 2  | HV | Emmanuel Asare    | 31 tháng 12, 1972 (20 tuổi) |         | Okwawu United      |
| 3  | HV | Kofi Nimo         | 1 tháng 10, 1974 (18 tuổi)  |         | Hearts of Oak      |
| 4  | HV | Stephen Baidoo    | 25 tháng 9, 1976 (16 tuổi)  |         | Real Tamale United |
| 5  | HV | Isaac Asare       | 1 tháng 9, 1974 (18 tuổi)   |         | Anderlecht         |
| 6  | TV | Mohammed Gargo    | 19 tháng 6, 1975 (17 tuổi)  |         | Torino             |
| 7  | TV | Kwabena Boateng   | 10 tháng 10, 1974 (18 tuổi) |         | Neoplan Stars      |
| 8  | TV | Nii Lamptey       | 10 tháng 12, 1974 (18 tuổi) |         | Anderlecht         |
| 9  | TĐ | Augustine Ahinful | 30 tháng 11, 1974 (18 tuổi) |         | Goldfields         |
| 10 | TĐ | Nelson Mensah     | 7 tháng 12, 1973 (19 tuổi)  |         | Dinamo București   |
| 11 | TĐ | Emmanuel Duah     | 14 tháng 11, 1976 (16 tuổi) |         | Torino             |
| 12 | TM | Frederick Ollenu  | 28 tháng 11, 1975 (17 tuổi) |         | Dawu Youngsters    |
| 13 | TV | Charles Akonnor   | 12 tháng 3, 1974 (18 tuổi)  |         | Fortuna Köln       |
| 14 | HV | Samuel Kuffour    | 3 tháng 9, 1976 (16 tuổi)   |         | Torino             |
| 15 | HV | Ransford Banini   | 15 tháng 10, 1973 (19 tuổi) |         | Goldfields         |
| 16 | TM | Jaraa Ali         | 4 tháng 10, 1976 (16 tuổi)  |         | Hearts of Oak      |
| 17 | TV | Adjetey Adjei     | 31 tháng 12, 1973 (19 tuổi) |         | Goldfields         |
| 18 | TV | Daniel Addo       | 6 tháng 11, 1976 (16 tuổi)  |         | Bayer Leverkusen   |

### Bồ Đào Nha
Huấn luyện viên:  Agostinho Oliveira
| Số | Vt | Cầu thủ            | Ngày sinh (tuổi)            | Số trận | Câu lạc bộ         |
| -- | -- | ------------------ | --------------------------- | ------- | ------------------ |
| 1  | TM | Paulo Costinha     | 22 tháng 9, 1973 (19 tuổi)  |         | Boavista           |
| 2  | TV | Zeca               | 7 tháng 2, 1975 (18 tuổi)   |         | Marítimo           |
| 3  | HV | Pedro Henriques    | 16 tháng 10, 1974 (18 tuổi) |         | Benfica            |
| 4  | HV | Hugo Costa         | 4 tháng 11, 1973 (19 tuổi)  |         | Gil Vicente        |
| 5  | HV | Litos              | 25 tháng 2, 1974 (19 tuổi)  |         | Campomaiorense     |
| 6  | HV | Vítor Cardoso      | 1 tháng 12, 1973 (19 tuổi)  |         | Espinho            |
| 7  | HV | Nelson Morais      | 24 tháng 3, 1974 (18 tuổi)  |         | Gil Vicente        |
| 8  | HV | Nuno Afonso        | 6 tháng 10, 1974 (18 tuổi)  |         | Benfica            |
| 9  | TĐ | Sérgio Ribeiro     | 11 tháng 1, 1974 (19 tuổi)  |         | Boavista           |
| 10 | TV | Ricardo Nascimento | 18 tháng 4, 1974 (18 tuổi)  |         | Leixões            |
| 11 | TĐ | Tonanha            | 3 tháng 2, 1974 (19 tuổi)   |         | Freamunde          |
| 12 | TM | Paulo Morais       | 10 tháng 8, 1974 (18 tuổi)  |         | Sporting CP        |
| 13 | TĐ | Bambo              | 22 tháng 10, 1974 (18 tuổi) |         | Boavista           |
| 14 | TV | Poejo              | 14 tháng 9, 1973 (19 tuổi)  |         | Sporting CP        |
| 15 | TV | Paulo Ferreira     | 14 tháng 9, 1973 (19 tuổi)  |         | Estrela da Amadora |
| 16 | TV | Costa              | 18 tháng 11, 1973 (19 tuổi) |         | Nacional           |
| 17 | TĐ | Hugo Porfírio      | 28 tháng 9, 1973 (19 tuổi)  |         | Sporting CP        |
| 18 | TV | Luís Andrade       | 30 tháng 9, 1973 (19 tuổi)  |         | Estoril            |

### Uruguay
Huấn luyện viên:  Angel Castelnoble
| Số | Vt | Cầu thủ            | Ngày sinh (tuổi)            | Số trận | Câu lạc bộ        |
| -- | -- | ------------------ | --------------------------- | ------- | ----------------- |
| 1  | TM | Sergio Martínez    | 13 tháng 10, 1974 (18 tuổi) |         | Sud América       |
| 2  | HV | Marcos Madruga     | 23 tháng 8, 1974 (18 tuổi)  |         | Danubio           |
| 3  | HV | Nelson Olivera     | 19 tháng 6, 1974 (18 tuổi)  |         | Fénix             |
| 4  | HV | Diego López        | 22 tháng 8, 1974 (18 tuổi)  |         | River Plate       |
| 5  | HV | Tabaré Silva       | 30 tháng 8, 1974 (18 tuổi)  |         | Defensor Sporting |
| 6  | HV | Edgardo Adinolfi   | 27 tháng 3, 1974 (18 tuổi)  |         | River Plate       |
| 7  | TV | Sergio Sena Lamela | 15 tháng 8, 1973 (19 tuổi)  |         | Nacional          |
| 8  | TĐ | Fabián O'Neill     | 14 tháng 10, 1973 (19 tuổi) |         | Nacional          |
| 9  | TV | Rodrigo Lemos      | 3 tháng 10, 1973 (19 tuổi)  |         | Nacional          |
| 10 | TV | Alejandro Márquez  | 2 tháng 1, 1974 (19 tuổi)   |         | River Plate       |
| 11 | TĐ | Fernando Correa    | 6 tháng 1, 1974 (19 tuổi)   |         | River Plate       |
| 12 | TM | Javier Menéndez    | 21 tháng 7, 1974 (18 tuổi)  |         | Wanderers         |
| 13 | TĐ | Nestor Corrêa      | 23 tháng 8, 1974 (18 tuổi)  |         | Liverpool         |
| 14 | HV | Alejandro Traversa | 8 tháng 9, 1974 (18 tuổi)   |         | Defensor Sporting |
| 15 | TĐ | Gabriel Álvez      | 26 tháng 12, 1974 (18 tuổi) |         | Defensor Sporting |
| 16 | TV | Javier Delgado     | 8 tháng 7, 1975 (17 tuổi)   |         | Danubio           |
| 17 | HV | Marcelo Dapueto    | 29 tháng 7, 1974 (18 tuổi)  |         | Racing Club       |
| 18 | HV | Fernando Rodríguez | 20 tháng 3, 1974 (18 tuổi)  |         | Nacional          |

## Bảng C

### Anh
Huấn luyện viên:  David Burnside
| Số | Vt | Cầu thủ             | Ngày sinh (tuổi)            | Số trận | Câu lạc bộ          |
| -- | -- | ------------------- | --------------------------- | ------- | ------------------- |
| 1  | TM | Simon Sheppard      | 7 tháng 8, 1973 (19 tuổi)   |         | Watford             |
| 2  | HV | Steve Watson        | 1 tháng 4, 1974 (18 tuổi)   |         | Newcastle United    |
| 3  | HV | David Unsworth      | 16 tháng 10, 1973 (19 tuổi) |         | Everton             |
| 4  | HV | Marvin Harriot      | 20 tháng 4, 1974 (18 tuổi)  |         | Luton Town          |
| 5  | HV | Ian Pearce          | 7 tháng 5, 1974 (18 tuổi)   |         | Chelsea             |
| 6  | HV | Andrew Myers        | 3 tháng 11, 1973 (19 tuổi)  |         | Chelsea             |
| 7  | TĐ | Chris Bart-Williams | 16 tháng 6, 1974 (18 tuổi)  |         | Sheffield Wednesday |
| 8  | TV | Darren Caskey       | 21 tháng 8, 1974 (18 tuổi)  |         | Tottenham Hotspur   |
| 9  | TĐ | Nick Barmby         | 11 tháng 2, 1974 (19 tuổi)  |         | Tottenham Hotspur   |
| 10 | TV | Jamie Pollock       | 16 tháng 2, 1974 (19 tuổi)  |         | Middlesbrough       |
| 11 | TĐ | Alan Thompson       | 22 tháng 12, 1973 (19 tuổi) |         | Newcastle United    |
| 12 | TV | Andy Johnson        | 2 tháng 5, 1974 (18 tuổi)   |         | Norwich City        |
| 13 | TM | David Watson        | 10 tháng 11, 1973 (19 tuổi) |         | Barnsley            |
| 14 | TV | Nicky Butt          | 21 tháng 1, 1975 (18 tuổi)  |         | Manchester United   |
| 15 | TĐ | Julian Joachim      | 20 tháng 9, 1974 (18 tuổi)  |         | Leicester City      |
| 16 | TĐ | Adrian Mike         | 16 tháng 11, 1973 (19 tuổi) |         | Manchester City     |
| 17 | TV | Ian Selley          | 14 tháng 6, 1974 (18 tuổi)  |         | Arsenal             |
| 18 | HV | Anthony Hughes      | 3 tháng 10, 1973 (19 tuổi)  |         | Crewe Alexandra     |

### Hàn Quốc
Huấn luyện viên:  Park Sang-In
| Số | Vt | Cầu thủ         | Ngày sinh (tuổi)            | Số trận | Câu lạc bộ           |
| -- | -- | --------------- | --------------------------- | ------- | -------------------- |
| 1  | TM | Kim Hae-Woon    | 25 tháng 12, 1973 (19 tuổi) |         | Daegu University     |
| 2  | HV | Yoo Sang-Soo    | 28 tháng 8, 1973 (19 tuổi)  |         | Korea University     |
| 3  | HV | Kim Jin-woo     | 9 tháng 10, 1975 (17 tuổi)  |         | Daegu University     |
| 4  | HV | Lee Ki-Hyung    | 28 tháng 9, 1974 (18 tuổi)  |         | Korea University     |
| 5  | HV | Kim Jae-Shin    | 30 tháng 8, 1973 (19 tuổi)  |         | Konkuk University    |
| 6  | HV | Park Chul       | 20 tháng 8, 1973 (19 tuổi)  |         | Daegu University     |
| 7  | TĐ | Kim Dae-Eui     | 30 tháng 5, 1974 (18 tuổi)  |         | Korea University     |
| 8  | TV | Hwang Jae-Pil   | 9 tháng 9, 1973 (19 tuổi)   |         | Yonsei University    |
| 9  | TV | Lee Ho-Sung     | 12 tháng 9, 1974 (18 tuổi)  |         | Chung-Ang University |
| 10 | TĐ | Choi Yong-Soo   | 10 tháng 9, 1973 (19 tuổi)  |         | Yonsei University    |
| 11 | TĐ | Cho Hyun-Doo    | 23 tháng 11, 1973 (19 tuổi) |         | Hanyang University   |
| 12 | HV | Choi Sung-Yong  | 25 tháng 12, 1975 (17 tuổi) |         | Korea University     |
| 13 | TV | Cho Hyun        | 24 tháng 2, 1974 (19 tuổi)  |         | Dongguk University   |
| 14 | TV | Cho Jin-Ho      | 2 tháng 8, 1973 (19 tuổi)   |         | Kyung Hee University |
| 15 | TV | Lee Kyung-Soo   | 28 tháng 10, 1973 (19 tuổi) |         | Soongsil University  |
| 16 | TĐ | Seo Dong-Won    | 12 tháng 12, 1973 (19 tuổi) |         | Korea University     |
| 17 | TĐ | Jeon Kyung-Joon | 10 tháng 9, 1973 (19 tuổi)  |         | POSCO Atoms          |
| 18 | TM | Choi Ik-Hyung   | 5 tháng 8, 1973 (19 tuổi)   |         | Korea University     |

### Thổ Nhĩ Kỳ
Huấn luyện viên:  Hamdi Serpil Tüzün
| Số | Vt | Cầu thủ             | Ngày sinh (tuổi)            | Số trận | Câu lạc bộ        |
| -- | -- | ------------------- | --------------------------- | ------- | ----------------- |
| 1  | TM | Yetkin Akman        | 2 tháng 3, 1974 (19 tuổi)   |         | Trabzonspor       |
| 2  | HV | İlhami Arslan       | 1 tháng 1, 1975 (18 tuổi)   |         | Hatayspor         |
| 3  | HV | Bülent Kapıcı       | 29 tháng 8, 1973 (19 tuổi)  |         | Marmarisspor      |
| 4  | HV | Emre Aşık           | 13 tháng 12, 1973 (19 tuổi) |         | Balıkesirspor     |
| 5  | HV | Sinan Demircioğlu   | 23 tháng 4, 1975 (17 tuổi)  |         | Beşiktaş          |
| 6  | HV | Seyfettin Kurtulmuş | 19 tháng 8, 1975 (17 tuổi)  |         | Galatasaray       |
| 7  | TV | Hayati Köse         | 1 tháng 10, 1973 (19 tuổi)  |         | Boluspor          |
| 8  | TV | Yusuf Tokaç         | 2 tháng 12, 1973 (19 tuổi)  |         | Beşiktaş          |
| 9  | TĐ | Oktay Derelioğlu    | 17 tháng 12, 1975 (17 tuổi) |         | Trabzonspor       |
| 10 | TĐ | Mustafa Kocabey     | 6 tháng 10, 1974 (18 tuổi)  |         | Galatasaray       |
| 11 | TV | Turan Ilçıktay      | 19 tháng 3, 1975 (17 tuổi)  |         | Beşiktaş          |
| 12 | TM | Murat Türksoy       | 1 tháng 12, 1974 (18 tuổi)  |         | Ankaragücü        |
| 13 | TV | Dursun Karaman      | 8 tháng 5, 1975 (17 tuổi)   |         | Fenerbahçe        |
| 14 | HV | Hasan Özer          | 1 tháng 10, 1974 (18 tuổi)  |         | Gaziantepspor     |
| 15 | TV | Serkan Reçber       | 18 tháng 10, 1975 (17 tuổi) |         | Zeytinburnuspor   |
| 16 | HV | Tarkan Alkan        | 1 tháng 8, 1974 (18 tuổi)   |         | Karagümrükspor    |
| 17 | TĐ | Tekin Sazlog        | 21 tháng 3, 1976 (16 tuổi)  |         | Hertha Zehlendorf |
| 18 | TV | Bülent Yılmaz       | 29 tháng 11, 1973 (19 tuổi) |         | Bakırköyspor      |

### Hoa Kỳ
Huấn luyện viên:  Bobby Howe
| Số | Vt | Cầu thủ         | Ngày sinh (tuổi)            | Số trận | Câu lạc bộ                       |
| -- | -- | --------------- | --------------------------- | ------- | -------------------------------- |
| 1  | TM | Richard Koczak  | 31 tháng 8, 1973 (19 tuổi)  |         | Oakwood                          |
| 2  | HV | Matt McKeon     | 24 tháng 9, 1974 (18 tuổi)  |         | Scott Gallagher SC               |
| 3  | HV | Gregg Berhalter | 1 tháng 8, 1973 (19 tuổi)   |         | University of North Carolina     |
| 4  | TĐ | Chris Faklaris  | 30 tháng 10, 1973 (19 tuổi) |         | University of South Carolina     |
| 5  | HV | Brian Johnson   | 7 tháng 3, 1974 (18 tuổi)   |         | Fresno State                     |
| 6  | TV | Kerry Zavagnin  | 2 tháng 7, 1974 (18 tuổi)   |         | Metro Magic                      |
| 7  | HV | Mike Gentile    | 24 tháng 5, 1974 (18 tuổi)  |         | University of Wisconsin–Madison  |
| 8  | TV | Rob Smith       | 20 tháng 8, 1973 (19 tuổi)  |         | University of South Carolina     |
| 9  | TV | Brian Kelly     | 6 tháng 10, 1974 (18 tuổi)  |         | FC Delco                         |
| 10 | TĐ | Nelson Vargas   | 6 tháng 8, 1974 (18 tuổi)   |         | Inter Juventus                   |
| 11 | TV | Miles Joseph    | 2 tháng 5, 1974 (18 tuổi)   |         | Clemson University               |
| 12 | HV | Brandon Pollard | 9 tháng 10, 1973 (19 tuổi)  |         | University of Virginia           |
| 13 | TV | Matt Beavers    | 8 tháng 8, 1973 (19 tuổi)   |         | University of San Francisco      |
| 14 | HV | Dana Quick      | 6 tháng 12, 1974 (18 tuổi)  |         | Rochester Mavericks              |
| 15 | TV | Robert Labelle  | 16 tháng 8, 1973 (19 tuổi)  |         | UCLA                             |
| 16 | TV | William Lanza   | 18 tháng 7, 1974 (18 tuổi)  |         | Notre Dame                       |
| 17 | TV | Imad Baba       | 15 tháng 3, 1974 (18 tuổi)  |         | Dallas Texans                    |
| 18 | TM | Jeff Cassar     | 2 tháng 2, 1974 (19 tuổi)   |         | Florida International University |

## Bảng D

### Brasil
Huấn luyện viên:  Júlio César Leal
| Số | Vt | Cầu thủ             | Ngày sinh (tuổi)            | Số trận | Câu lạc bộ      |
| -- | -- | ------------------- | --------------------------- | ------- | --------------- |
| 1  | TM | Dida                | 7 tháng 10, 1973 (19 tuổi)  |         | Vitória         |
| 2  | HV | Bruno Carvalho      | 26 tháng 3, 1974 (18 tuổi)  |         | Vasco da Gama   |
| 3  | HV | Gelson              | 11 tháng 5, 1974 (18 tuổi)  |         | Flamengo        |
| 4  | HV | Juárez              | 25 tháng 9, 1973 (19 tuổi)  |         | Portuguesa      |
| 5  | TV | Marcelinho Paulista | 13 tháng 9, 1973 (19 tuổi)  |         | Corinthians     |
| 6  | HV | Wagner              | 28 tháng 12, 1973 (19 tuổi) |         | Vitória         |
| 7  | TĐ | Catê                | 7 tháng 11, 1973 (19 tuổi)  |         | São Paulo       |
| 8  | TV | Emerson Pereira     | 21 tháng 8, 1973 (19 tuổi)  |         | São Paulo       |
| 9  | TĐ | Gian                | 25 tháng 8, 1974 (18 tuổi)  |         | Vasco da Gama   |
| 10 | TĐ | Adriano             | 20 tháng 9, 1974 (18 tuổi)  |         | Neuchâtel Xamax |
| 11 | TV | Yan                 | 1 tháng 5, 1975 (17 tuổi)   |         | Vasco da Gama   |
| 12 | TM | Fábio Noronha       | 12 tháng 10, 1975 (17 tuổi) |         | Flamengo        |
| 13 | HV | André Luís          | 15 tháng 2, 1974 (19 tuổi)  |         | Guarani         |
| 14 | HV | Argel               | 4 tháng 9, 1974 (18 tuổi)   |         | Internacional   |
| 15 | TV | Hermes              | 19 tháng 9, 1974 (18 tuổi)  |         | Corinthians     |
| 16 | TV | Caico               | 15 tháng 8, 1975 (17 tuổi)  |         | Internacional   |
| 17 | TĐ | Roberto             | 29 tháng 3, 1974 (18 tuổi)  |         | Corinthians     |
| 18 | TĐ | Mário Jardel        | 18 tháng 9, 1973 (19 tuổi)  |         | Vasco da Gama   |

### México
Huấn luyện viên:  Juan de Dios Castillo
| Số | Vt | Cầu thủ          | Ngày sinh (tuổi)            | Số trận | Câu lạc bộ            |
| -- | -- | ---------------- | --------------------------- | ------- | --------------------- |
| 1  | TM | Oswaldo Sánchez  | 21 tháng 9, 1973 (19 tuổi)  |         | Atlas                 |
| 2  | HV | Francisco Amante | 3 tháng 6, 1974 (18 tuổi)   |         | Atlas                 |
| 3  | HV | Juan Solis       | 19 tháng 7, 1974 (18 tuổi)  |         | Tigres UANL           |
| 4  | HV | Duilio Davino    | 21 tháng 3, 1976 (16 tuổi)  |         | San Sebastián de León |
| 5  | HV | Carlos González  | 5 tháng 11, 1973 (19 tuổi)  |         | Tampico               |
| 6  | TV | Rubén González   | 5 tháng 11, 1973 (19 tuổi)  |         | Toluca                |
| 7  | TV | Joel Sánchez     | 17 tháng 8, 1974 (18 tuổi)  |         | Tecos UAG             |
| 8  | TĐ | Gabriel García   | 16 tháng 2, 1974 (19 tuổi)  |         | Tecos UAG             |
| 9  | TĐ | Jesús Olalde     | 5 tháng 5, 1974 (18 tuổi)   |         | UNAM                  |
| 10 | TV | José García      | 14 tháng 8, 1974 (18 tuổi)  |         | UNAM                  |
| 11 | TĐ | Alan Guadarrama  | 22 tháng 9, 1974 (18 tuổi)  |         | Cruz Azul             |
| 12 | TM | Ángel Maldonado  | 8 tháng 9, 1973 (19 tuổi)   |         | América               |
| 13 | HV | Ricardo Munguía  | 5 tháng 6, 1975 (17 tuổi)   |         | Veracruz              |
| 14 | TV | Jorge Cruz       | 14 tháng 1, 1974 (19 tuổi)  |         | Tampico               |
| 15 | HV | Rafael Astivia   | 9 tháng 4, 1974 (18 tuổi)   |         | América               |
| 16 | TV | Manuel Sol       | 31 tháng 8, 1973 (19 tuổi)  |         | UNAM                  |
| 17 | TV | Vicente Nieto    | 6 tháng 1, 1974 (19 tuổi)   |         | UNAM                  |
| 18 | TĐ | Luis Salazar     | 28 tháng 11, 1973 (19 tuổi) |         | Coras de Tepic        |

### Na Uy
Huấn luyện viên:  Bjørn Hansen
| Số | Vt | Cầu thủ                   | Ngày sinh (tuổi)            | Số trận | Câu lạc bộ   |
| -- | -- | ------------------------- | --------------------------- | ------- | ------------ |
| 1  | TM | Thomas Myhre              | 16 tháng 10, 1973 (19 tuổi) |         | Viking       |
| 2  | HV | Stian Tobiassen           | 31 tháng 12, 1974 (18 tuổi) |         | Moss         |
| 3  | HV | Odd Arild Skonhoft        | 26 tháng 9, 1973 (19 tuổi)  |         | Start        |
| 4  | TV | Thomas Østvold            | 18 tháng 10, 1973 (19 tuổi) |         | Lyn Oslo     |
| 5  | HV | Hai Ngoc Tran             | 10 tháng 1, 1975 (18 tuổi)  |         | Kongsvinger  |
| 6  | HV | Torjus Hansèn             | 29 tháng 10, 1973 (19 tuổi) |         | Odd Grenland |
| 7  | HV | Tarje Nordstrand Jacobsen | 5 tháng 5, 1974 (18 tuổi)   |         | Molde        |
| 8  | TV | Tommy Svindal Larsen      | 11 tháng 8, 1973 (19 tuổi)  |         | Start        |
| 9  | TV | Lars Vestrum Olsson       | 8 tháng 9, 1973 (19 tuổi)   |         | Strømsgodset |
| 10 | TV | Thomas Hafstad            | 13 tháng 3, 1974 (18 tuổi)  |         | Mjølner      |
| 11 | TV | Harald Lødemel            | 1 tháng 12, 1974 (18 tuổi)  |         | Sogndal      |
| 12 | TM | Lars Engebråten           | 6 tháng 2, 1974 (19 tuổi)   |         | Mercantile   |
| 13 | TĐ | Børge Rannestad           | 16 tháng 8, 1973 (19 tuổi)  |         | Viking       |
| 14 | HV | Brede Skorve              | 14 tháng 11, 1973 (19 tuổi) |         | Sogndal      |
| 15 | TĐ | Rune Nordengen            | 12 tháng 5, 1974 (18 tuổi)  |         | Lillestrøm   |
| 16 | TĐ | Espen Daland              | 14 tháng 5, 1974 (18 tuổi)  |         | Start        |
| 17 | TV | Petter Rudi               | 17 tháng 9, 1973 (19 tuổi)  |         | Molde        |
| 18 | TM | Jon Knudsen               | 20 tháng 11, 1974 (18 tuổi) |         | Lillestrøm   |

### Ả Rập Xê Út
Huấn luyện viên:  Carlos Roberto Cabral
| Số | Vt | Cầu thủ              | Ngày sinh (tuổi)            | Số trận | Câu lạc bộ  |
| -- | -- | -------------------- | --------------------------- | ------- | ----------- |
| 1  | TM | Hussein Al-Sadiq     | 15 tháng 10, 1973 (19 tuổi) |         | Al-Qadisiya |
| 2  | HV | Mohammed Al-Jahani   | 28 tháng 9, 1974 (18 tuổi)  |         | Al-Ahli     |
| 3  | TV | Khalid Al-Rashid     | 3 tháng 8, 1974 (18 tuổi)   |         | Al-Hilal    |
| 4  | HV | Kamal Hawsawi        | 21 tháng 9, 1974 (18 tuổi)  |         | Al-Ittihad  |
| 5  | HV | Abdullah Al-Takrouni | 15 tháng 11, 1973 (19 tuổi) |         | Al-Ahli     |
| 6  | TV | Ahmed Al-Maghrabi    | 20 tháng 9, 1975 (17 tuổi)  |         | Al-Ahli     |
| 7  | TĐ | Fahad Al-Ghesheyan   | 1 tháng 8, 1973 (19 tuổi)   |         | Al-Hilal    |
| 8  | HV | Jarei Al-Garni       | 17 tháng 10, 1974 (18 tuổi) |         | Al-Ittihad  |
| 9  | TĐ | Abdulaziz Al-Dosari  | 17 tháng 11, 1973 (19 tuổi) |         | Al-Ahli     |
| 10 | TV | Mohamed Al-Orami     | 27 tháng 11, 1974 (18 tuổi) |         | Al-Hilal    |
| 11 | TĐ | Obeid Al-Dosari      | 2 tháng 10, 1975 (17 tuổi)  |         | Al-Wahda    |
| 12 | HV | Waleed Al-Gamdi      | 1 tháng 9, 1973 (19 tuổi)   |         | Al-Nasr     |
| 13 | TV | Abdul Sabyani        | 3 tháng 9, 1973 (19 tuổi)   |         | Al-Hilal    |
| 14 | TV | Ahmed Saeedan        | 10 tháng 12, 1975 (17 tuổi) |         | Al Ahli     |
| 15 | TĐ | Nasser Al-Ghatani    | 5 tháng 12, 1973 (19 tuổi)  |         | Rowadah     |
| 16 | TV | Khamis Al-Owairan    | 8 tháng 9, 1973 (19 tuổi)   |         | Al-Hilal    |
| 17 | HV | Mesfer Al-Shamrany   | 21 tháng 7, 1974 (18 tuổi)  |         | Al Ahli     |
| 18 | TM | Mansour Al-Halwah    | 29 tháng 7, 1974 (18 tuổi)  |         | Al-Hilal    |